# ديفيد س. إيفانز
ديفيد س. إيفانز (بالإنجليزية: David C. Evans)‏ هو مهندس وعالم حاسوب أمريكي، ولد في 24 فبراير 1924 في سولت ليك في الولايات المتحدة، وتوفي في 3 أكتوبر 1998.